# Dames te Beesthuis
Het Dames te Beesthuis is een monumentaal woonhuis aan de Raadhuisstraat te Dinxperlo in Nederland.

## Geschiedenis
De fundamenten van het huis stammen volgens de gevelsteen uit 1623. Na een brand werd de boerderij in 1776 herbouwd. Ter herinnering werd in de voorgevel een gevelsteen ingemetseld met de tekst: GEBOUD 1623, HERBOUD 1706. In 1876 kwam het huis aan dorpssmid J.G. Beest en zijn dochters, hetgeen de naam verklaart van het huis. Aan het einde van de 19e eeuw (omstreeks 1876) werd het oorspronkelijke huis sterk gewijzigd. Inwendig op de zolder is nog een vakwerkmuur aanwezig uit de 18e eeuw. Mogelijk was het huis oorspronkelijk geheel opgetrokken in deze bouwstijl.